# Römisch-katholische Kirche in Mexiko
Die römisch-katholische Kirche in Mexiko ist Teil der weltweiten römisch-katholischen Kirche.

## Geschichte
Die Kirche San Francisco im Stadtzentrum von Tlaxcala wurde 1521 im Zuge der Spanischen Eroberung Mexikos geweiht und ist die älteste des amerikanischen Festlandes. Die lokalen Völker Mexikos wurden in der Folge christianisiert. Am 13. Oktober 1525 wurde durch Papst Clemens VII. mit der Päpstlichen Bulle Devotionis tuae probata sinceritatis das Erzbistum Puebla de los Ángeles unter dem Namen „Bistum Tlaxcala“ errichtet und dem Erzbistum Sevilla als Suffraganbistum unterstellt. Am 2. September 1530 gab das Bistum Tlaxcala Teile seines Territoriums zur Gründung des Bistums Mexiko-Stadt ab, das bald darauf zum Erzbistum erhoben wurde. Die Spanische Inquisition richtete 1571 für die neuen amerikanischen Besitzungen ein Tribunal in Mexiko ein. Die römisch-katholische Kirche wurde im Laufe der Jahrhunderte zu einem der größten Grundbesitzer im damaligen Vizekönigreich Neuspanien. Im Mexikanischen Unabhängigkeitskrieg 1810 bis 1821 stand die katholische Amtskirche auf Seiten der Kolonialmacht Spanien und exkommunizierte z. B. zwei führende Vertreter der Unabhängigkeitsbewegung, die Priester Miguel Hidalgo und José María Morelos. Das Verhältnis von Kirche und mexikanischem Staat war lange Zeit angespannt. Infolge der Umsetzung der antiklerikalen Bestimmungen der Verfassung von 1917 und der Gründung einer romunabhängigen mexikanischen Staatskirche im Februar 1925 eskalierte die Auseinandersetzung zwischen Kirche und Staat. 1926 kam es zu einer umfassenden Aufstandsbewegung gegen den mexikanischen Präsidenten Plutarco Elías Calles, den Guerra Cristera, dessen Opferzahl auf mehrere zehntausend Menschen geschätzt wird. Der Übergangspräsident Emilio Portes Gil leitete 1929 Verhandlungen mit der Kirche, mit dem US-amerikanischen Botschafter Dwight Morrow als Vermittler, ein. So kam es zum Modus Vivendi, der eine Verbesserung der Lage für die katholische Kirche vorsah. Im Wesentlichen verzichtete der Staat auf die Anwendung der Gesetze von 1917 und die Kirche sollte sich in der Einforderung ihrer Rechte zurückhalten. Es gab allerdings grobe Verletzungen. Etwa 5000 Cristeros wurden trotz einer Amnestie nach dem Abkommen ermordet. Erst mit der Präsidentschaft von General Lázaro Cárdenas del Río bahnte sich eine anhaltende Besserung im Verhältnis zwischen Kirche und Staat an. Der Modus Vivendi hielt bis 1992 an. In diesem Jahr wurden die Beziehung zwischen Kirche und Staat durch eine umfassende Verfassungsreform neu geregelt. Daraufhin nahmen der Vatikan und Mexiko diplomatische Beziehungen auf.
Papstbesuche
1. Papst Johannes Paul II. besuchte 1979, 1990, 1993, 1999 und 2002 Mexiko.
2. Papst Benedikt XVI. besuchte Mexiko vom 23. bis zum 26. März 2012.
3. Papst Franziskus besuchte Mexiko vom 12. bis zum 20. Februar 2016

## Organisation
Mexiko ist nach Brasilien das Land mit den meisten katholischen Gläubigen weltweit. Nach Angabe von Adveniat sind 93 % der Bevölkerung getaufte Katholiken. Nach CIA-Factbook sind 76,5 % der Mexikaner Katholiken.
Das größte Bistum, Mexiko-Stadt, zählt 7.973.000 Katholiken. Ihm folgen die Erzbistümer Guadalajara mit 6.504.000 Katholiken und Monterrey mit 5.862.000 Katholiken. Die römisch-katholische Kirche in Mexiko ist in 19 Erzbistümer und 76 dazugehörende Suffraganbistümer gegliedert. In Mexiko gibt es 96 kirchliche Jurisdiktionseinheiten, die in 6.534 Pfarreien untergliedert sind (Stand 2011).
Vorsitzender der Conferencia del Episcopado Mexicano (CEM), der mexikanischen Bischofskonferenz, ist Erzbischof Francisco Robles Kardinal Ortega. Apostolischer Nuntius in Mexiko ist seit dem 7. Juli 2022 Erzbischof Joseph Spiteri.

## Bistümer in Mexiko
Lateinische Kirche
- Erzbistum Acapulco: Bistum Chilpancingo-Chilapa, Bistum Ciudad Altamirano, Bistum Tlapa
- Erzbistum Antequera: Bistum Puerto Escondido, Bistum Tehuantepec, Bistum Tuxtepec, Territorialprälatur Huautla, Territorialprälatur Mixes
- Erzbistum Chihuahua: Bistum Ciudad Juárez, Bistum Cuauhtémoc-Madera, Bistum Parral, Bistum Nuevo Casas Grandes, Bistum Tarahumara
- Erzbistum Durango: Bistum Gómez Palacio, Bistum Mazatlán, Bistum Torreón, Territorialprälatur El Salto
- Erzbistum Guadalajara: Bistum Aguascalientes, Bistum Autlán, Bistum Ciudad Guzmán, Bistum Colima, Bistum San Juan de los Lagos, Bistum Tepic, Territorialprälatur Jesús María del Nayar
- Erzbistum Hermosillo: Bistum Ciudad Obregón, Bistum Culiacán, Bistum Nogales
- Erzbistum Jalapa: Bistum Coatzacoalcos, Bistum Córdoba, Bistum Orizaba, Bistum Papantla, Bistum San Andrés Tuxtla, Bistum Tuxpan, Bistum Veracruz
- Erzbistum León: Bistum Celaya, Bistum Irapuato, Bistum Querétaro
- Erzbistum Mexiko: Bistum Azcapotzalco, Bistum Iztapalapa, Bistum Xochimilco
- Erzbistum Monterrey: Bistum Ciudad Victoria, Bistum Linares, Bistum Matamoros, Bistum Nuevo Laredo, Bistum Piedras Negras, Bistum Saltillo, Bistum Tampico
- Erzbistum Morelia: Bistum Apatzingán, Bistum Ciudad Lázaro Cárdenas, Bistum Tacámbaro, Bistum Zamora
- Erzbistum Puebla de los Ángeles: Bistum Huajuapan de León, Bistum Tehuacán, Bistum Tlaxcala
- Erzbistum San Luis Potosí: Bistum Ciudad Valles, Bistum Matehuala, Bistum Zacatecas
- Erzbistum Tijuana: Bistum Ensenada, Bistum La Paz en la Baja California Sur, Bistum Mexicali
- Erzbistum Tlalnepantla: Bistum Cuautitlán, Bistum Ecatepec, Bistum Nezahualcóyotl, Bistum Teotihuacan, Bistum Texcoco, Bistum Valle de Chalco
- Erzbistum Toluca: Bistum Atlacomulco, Bistum Cuernavaca, Bistum Tenancingo
- Erzbistum Tulancingo: Bistum Huejutla, Bistum Tula
- Erzbistum Tuxtla Gutiérrez: Bistum San Cristóbal de Las Casas, Bistum Tapachula
- Erzbistum Yucatán: Bistum Campeche, Bistum Cancún-Chetumal, Bistum Tabasco

Armenisch-katholische Kirche
- Apostolisches Exarchat Lateinamerika und Mexiko (umfasst auch Brasilien und Uruguay)

Melkitische Griechisch-katholische Kirche
- Eparchie Nuestra Señora del Paraíso en México

Syrisch-Maronitische Kirche von Antiochien
- Eparchie Nuestra Señora de los Mártires del Libano en México